# Messier 107
Messier 107 (M107 o NGC6171) és un cúmul globular situat a la constel·lació del Serpentari. Va ser descobert per Pierre Méchain a l'abril de 1782, però no va ser inclòs al catàleg Messier publicat a l'època, de la mateixa manera que M105 i M106 es tracta d'objectes anomenats addicionals. Helen Sawyer Hogg va introduir-lo en la nova edició del catàleg en 1947 després de trobar una descripció de Méchain sobre l'objecte. Va ser descobert independentment per William Herschel el 1789 i va ser el primer a resoldre-hi estrelles.
M107 és proper al pla galàctic i es troba a una distància de 20.900 anys llum de la Terra. Té una extensió de 60 anys llum i una metal·licitat intermèdia, és a dir, abundància d'elements més pesants que l'heli. El cúmul s'acosta a la Terra a una velocitat de 147 km/s. S'hi han trobat 25 estrelles variables.